# AirTag
AirTag és un dispositiu de seguiment desenvolupat per Apple. AirTag està dissenyat per actuar com a cercador de claus, que ajuda la gent a trobar objectes personals com ara claus, bosses, roba, petits dispositius electrònics, vehicles. Per localitzar articles perduts, AirTags utilitza la xarxa Find My d'Apple, que el 2021 constaria d'uns mil milions de dispositius arreu al món que detecten i informen de manera anònima els senyals Bluetooth. Els AirTags són compatibles amb qualsevol dispositiu iPhone, iPad o iPod Touch. El xip U1 integrat a l'iPhone (excepte els models d'iPhone SE), permet localitzar amb més precisió objectes mitjançant la tecnologia de banda ultraampla (UWB). AirTag es va llançar a la venda el 30 d'abril de 2021.

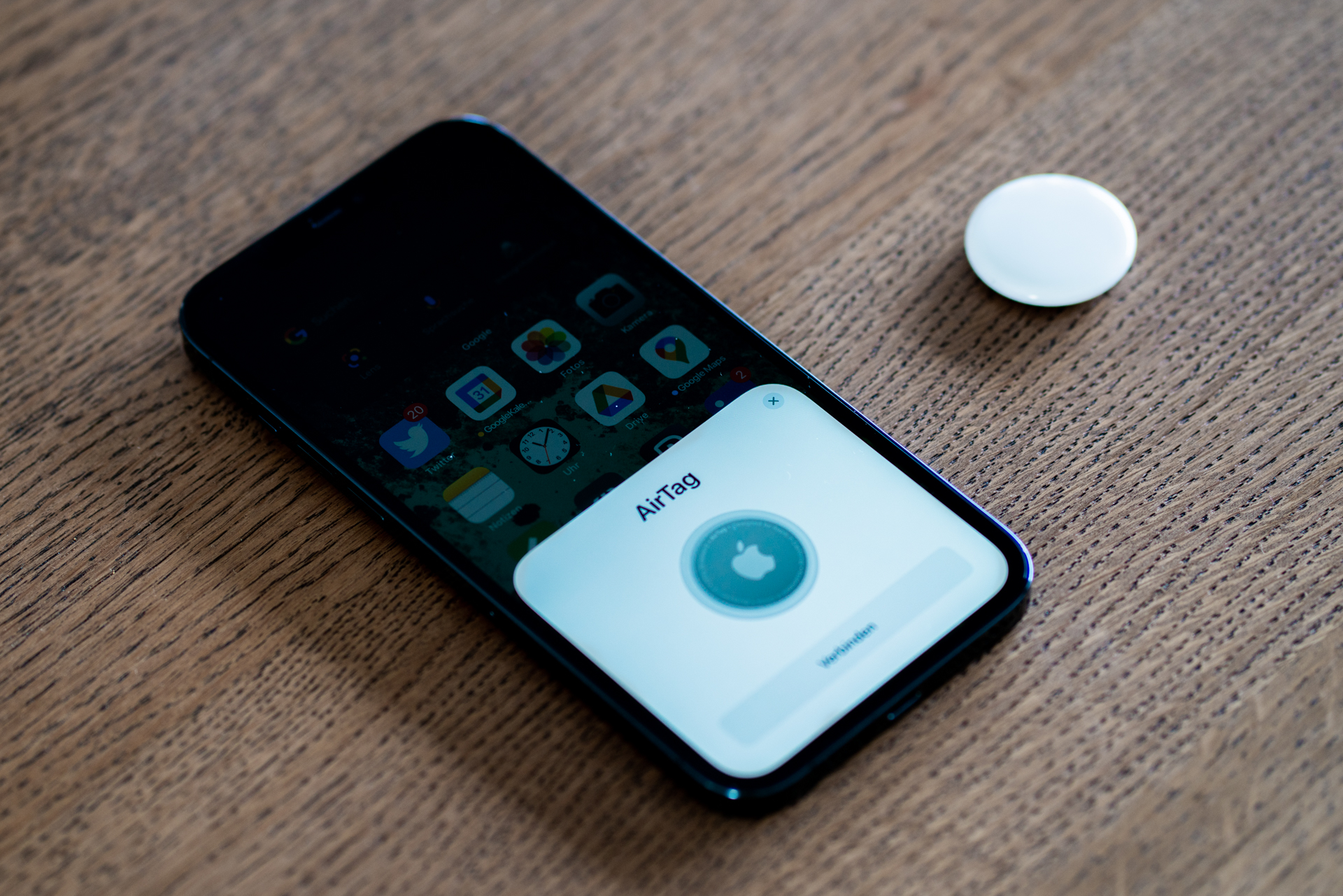
AirTag configurat a iOS

## Història
Es rumorejava que el producte estava en desenvolupament l'abril de 2019. El febrer de 2020, es va informar que Asahi Kasei estava disposat a subministrar a Apple desenes de milions de peces de banda ultra ampla (UWB) per al rumorejat AirTag durant el segon i tercer trimestre del 2020, tot i que finalment l'enviament es va retardar. El 2 d'abril de 2020, un vídeo de YouTube a la pàgina d'assistència d'Apple també va confirmar AirTag. A la versió iOS 14.0 d'Apple, es va descobrir el codi que descrivia la bateria reutilitzable i extraïble que s'utilitzaria a l'AirTag. El març de 2021, la revista MacWorld va declarar que la interfície d'usuari Find My d'iOS 14.5 beta incloïa funcions "Articles" i "Accessoris" destinades al suport d'AirTag per a la "motxilla, l'equipatge, els auriculars" i altres objectes d'un usuari. AppleInsider va assenyalar que la versió beta incloïa advertències de seguretat per a "AirTags no autoritzats" de manera persistent a les proximitats de l'usuari.

## Característiques
Es pot interactuar amb AirTags mitjançant l'aplicació Troba la meva. Els usuaris poden activar l'AirTag per reproduir un so des de l'aplicació. Els iPhones equipats amb el xip U1 poden utilitzar el "seguiment de precisió" per donar direcció i distància precisa des d'un AirTag. El seguiment de precisió fa servir banda ultra ampla.
Els AirTags no són dispositius de navegació per satèl·lit. Els AirTags es troben en un mapa dins de l'aplicació Find My que fa servir senyals Bluetooth d'altres dispositius iOS i iPadOS anònims del món. Per evitar el seguiment no desitjat, un dispositiu iOS/iPadOS avisarà el propietari si l'AirTag d'una altra persona sembla estar amb ell, en lloc d'estar amb el propietari de l'AirTag, durant massa temps. Si un AirTag està fora de l'abast de qualsevol dispositiu Apple durant més de 8 a 24 hores, començarà a sonar per alertar a una persona que pot haver-hi posat un AirTag a les seves possessions.
Els usuaris poden marcar un AirTag com a perdut i introduir un número de telèfon i un missatge. Qualsevol usuari d'iPhone pot veure aquest número de telèfon i missatge amb la funció "Identifica l'element trobat" a l'aplicació Troba el meu, que utilitza la tecnologia de comunicació de camp proper (NFC). A més, els telèfons mòbils Android i Windows 10 amb NFC poden identificar un AirTag amb un toc, que redirigirà a un lloc web que contingui el missatge i el número de telèfon.
AirTag requereix un ID d'Apple i iOS o iPadOS 14.5 o posterior. Utilitza la pila de botó CR2032, reemplaçable per un any de durada de la bateria. L'abast de seguiment Bluetooth s'estima a un centenar de metres. Té una resitència a l'aigua i a la pols de IP67. Pot suportar 30 minuts d'immersió en aigua en condicions de laboratori.